# Cimîrivka, Ciîhîrîn
Cimîrivka (în ucraineană Чмирівка) este un sat în comuna Novoselîțea din raionul Ciîhîrîn, regiunea Cerkasî, Ucraina.

## Demografie
Componența lingvistică a localității Cimîrivka
     Ucraineană (100%)
Conform recensământului din 2001, toată populația localității Cimîrivka era vorbitoare de ucraineană (100%).